# Threads (rede social)
Threads é um serviço de rede social de propriedade da empresa americana Meta Platforms. O aplicativo visa funcionar como adjacente ao Instagram, um produto da Meta. Os usuários do Threads precisam ter uma conta no Instagram para usar o aplicativo. No Threads, os usuários podem postar textos e imagens e enviar mensagens.
Após a aquisição do Twitter por Elon Musk, os funcionários da Meta discutiram a extensão do lançamento do Instagram Notes, um recurso baseado em texto que seria lançado para o Instagram. Os funcionários também discutiram um aplicativo separado com foco em texto. O desenvolvimento do Threads começou em janeiro de 2023, com o então conhecido internamente como “Projeto 92”. As informações sobre Threads foram divulgadas em março e o The Verge publicou detalhes de uma reunião interna em toda a empresa em junho. Detalhes surgiram sobre o Threads em julho, e a Meta Platforms publicou o aplicativo na App Store em 3 de julho, oficialmente lançado em 5 de julho.

## História

### 2022–2023: aquisição e criação do X por Elon Musk[necessário esclarecer]
Após a aquisição do Twitter por Elon Musk em outubro de 2022, os concorrentes do Twitter (atualmente X, estilizado 𝕏) tentaram conseguir os usuários do êxodo de usuários. Em uma sessão de brainstorming em novembro, os funcionários da Meta Platforms discutiram o lançamento do Instagram Notes, um recurso baseado em texto para o Instagram, e a criação de um aplicativo separado com foco em texto. O desenvolvimento no Threads começou em janeiro de 2023. A Moneycontrol obteve informações sobre o aplicativo, então sob o codinome “P92”, em março do mesmo ano. Em junho de 2023, o The Verge publicou detalhes de uma reunião interna em toda a empresa na Meta discutindo o “Projeto 92”, descrito pelo diretor de produtos da Meta Platforms, Chris Cox, como a “resposta da empresa ao Twitter”. A empresa supostamente já tinha celebridades como DJ Slime comprometidas em usar o aplicativo, e estava negociando com Oprah Winfrey e Dalai Lama.
Mais detalhes surgiram sobre o Instagram Threads em julho, quando o desenvolvedor Alessandro Paluzzi twittou que o Projeto 92 havia sido lançado na Play Store como Threads. O aplicativo foi retirado horas depois, mas Paluzzi postou várias capturas de tela dos recursos do aplicativo. Em 3 de julho, Threads apareceu na App Store com data de lançamento no dia 6 de julho. A revelação do Threads ocorreu durantes as mudanças em quanto os posts do X só podem ser visualizados por dia. Um site oficial, threads.net, também foi descoberto, com uma contagem regressiva para o lançamento do serviço e links para baixar os aplicativos do serviço. A contagem regressiva avançou para 5 de julho às 19h EDT. O lançamento na União Europeia está atrasado, pois a Meta aguarda esclarecimentos dos reguladores “em meio à incerteza regulatória sobre o uso de dados pessoais pelo serviço”.

## Aparência e características

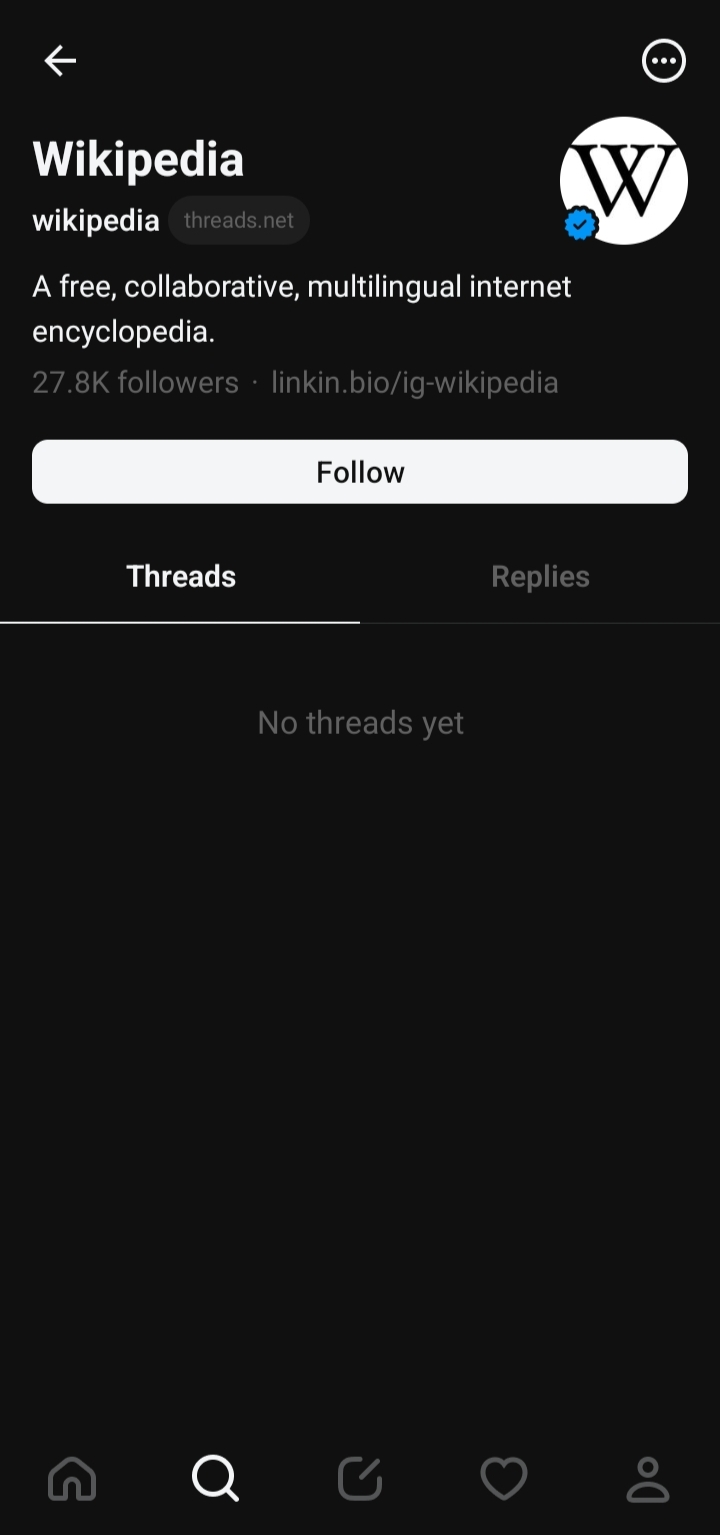
uma conta da wikipédia no Threads.

Projetada como uma plataforma para conversas e compartilhamento em tempo real, o Threads visa fornecer aos usuários uma experiência semelhante ao X, com ênfase em postagens e conversas públicas baseadas em texto (também conhecidas como microblogging), e está intimamente ligada e baseada no serviço de rede social irmã, o Instagram.

### Contas
É esperado que as contas do Threads sejam estreitamente integradas às contas do Instagram. O Threads e as contas do Instagram compartilharão um nome de usuário, foto de perfil e nome, com os usuários podendo alterar esses detalhes apenas através do Instagram. Espera-se também que os usuários possam selecionar se seguidores, contas seguidas e usuários bloqueados no Instagram vão ser transferidos para o Threads. Se o serviço fosse compatível com o protocolo ActivityPub, as contas Threads poderiam ser encontradas e acessadas no endereço @user@threads.net por usuários de serviços da empresa. Espera-se também que os usuários do Threads possam limitar as respostas a uma postagem, o que significa que ela não será compartilhada com nenhum serviço da empresa e permanecerá apenas no próprio Threads.

### Disponibilidade da plataforma
Como a maioria dos serviços de redes sociais, o Threads será oferecido para clientes mobile nas plataformas iOS da Apple e Android do Google. Um aplicativo da Web talvez seja disponibilizado, com perfis usando o formato threads.net/user. O aplicativo foi anunciado no dia 4 de julho, com as pré-encomendas abertas dois dias antes de seu lançamento nos Estados Unidos.